# Marwa Zein
Marwa Zein (La Meca, Arabia Saudita) también conocida como Marwa Zain o Marwa Zien, es una directora y guionista de cine que vivió y estudió en El Cairo que después de producir varios cortometrajes dirigió el filme documental Jartoum, fuera de juego, estrenado en 2019 sobre el tema del fútbol femenino en su país.

## Actividad profesional
Estudió cine en varias instituciones especializadas, entre ellas 
Berlin-ale, IDFA Academy & Durban Talent Campus y Denmark Film School. 
En 2019 estrenó en el marco de la sección Forum del 69° Festival Internacional de Cine de Berlín su largometraje documental Jartoum, fuera de juego, que después fue exhibido en otros varios festivales, entre ellos el Festival Internacional de Cine Mens Africans de Barcelona.
 Ese mismo año el filme fue galardonado con el Premio al Mejor Documental en el Festival de Cine Africano de Tarifa (FCAT).

## Televisión
Asistente de dirección
- Hekayat Beneeshha (serie, 2010) (15 episodios)

## Filmografía
Segundo asistente de dirección
- Under pyramiden (2016)

Directora
- Jartoum, fuera de juego o Khartoum Offside (documental, 2019)
- One week, Two days!   (cortometraje, 2016)
- What a lover can be? (cortometraje video documental, 2015)
- Culture for all (cortometraje documental, 2013)
- A game (cortometraje, 2009)
- Randa Shaath (cortometraje documental, 2008)

Productora
- Jartoum, fuera de juego o Khartoum Offside (documental, 2019)
- One week, Two days!   (cortometraje, 2016)
- What a lover can be? (cortometraje video documental, 2015)
- Culture for all (cortometraje documental, 2013)
- A game (cortometraje, 2009)
- A game (cortometraje, 2009)
- Randa Shaath (cortometraje documental, 2008)

Guionista
- Jartoum, fuera de juego o Khartoum Offside (documental, 2019)
- One week, Two days!   (cortometraje, 2016)
- A game (cortometraje, 2009)
- Randa Shaath (cortometraje documental, 2008)

Director de fotografía
- What a lover can be? (cortometraje video documental, 2015)